# 複合加工機
複合加工機（ふくごうかこうき）とは、従来におけるNC旋盤の持つ機能と、MC（マシニングセンタ）が持つ機能の両方を持ち合わせている工作機械の総称である。機械を複合化することにより、一台の工作機械で、すべての加工を終えることができる（NC旋盤やMCなどを複数台渡る必要がない）。

## 種別

### NC旋盤にマシニングセンタの機能を付けたもの
従来のNC旋盤の機能に新たに、スピンドルのインデックス化すなわち任意の角度でスピンドルを停止させることができる機能を加え、さらにスピンドルとは別に、フライス加工専用のミーリングスピンドルがついたものである。
また、マシニングセンタのように加工工具をATCにて交換可能なもの、あるいはNC旋盤のターレットに回転工具を装備させることでミーリングを可能にしたもの等がある。

### マシニングセンタにNC旋盤の機能を付けたもの
従来のマシニングセンタのインデックステーブル（割り出しテーブル）に旋盤のような高速で回転する機構を持たせ、スピンドルにバイトを保持し切削する。

## 複合加工機を生産販売している日本のメーカー
- 中村留精密工業
- オークマ株式会社
- TAKISAWA
- 松浦機械製作所
- DMG森精機
- ヤマザキマザック株式会社
- ブラザー工業

など